# Ariuntugs Tserenpil
Ariuntugs Tserenpil (* 1977 in Ulaanbaatar) ist ein mongolischer Videokünstler.

## Werk
Die Videos Unnameable Space #6 (2013) und Act (2013) wurden auf der documenta 14 gezeigt. Act zeigt Ariuntugs beim Kauen und Ausspucken von Moos.

„Ich persönlich fühle mich immer hilflos, wenn ich sehe, wie wir Menschen die Natur zerstören, um unseren ständig wachsenden Konsumhunger zu befriedigen. Wir verhalten uns allesamt so, als hätten wir keine andere Wahl, als immer größere Mengen zu konsumieren. Eines Tages betrachtete ich das Moos, das ich im Wald gesammelt hatte, und überlegte unvermittelt, wie es wohl wäre, Moos zu essen. Ich versuchte es und filmte mich dabei. Der Geschmack war wirklich grauenhaft.“